# Lamium macrodon
Lamium macrodon là một loài thực vật có hoa trong họ Hoa môi. Loài này được Boiss. & A.Huet mô tả khoa học đầu tiên năm 1859.